# 수영 (1990년)
수영(秀英) 또는 본명 최수영(崔秀榮, 1990년 2월 10일~)은 대한민국의 가수, 배우이며 걸그룹 소녀시대 구성원이다.

## 학력
- 서울청담초등학교 (졸업)
- 청담중학교 (졸업)
- 청담고등학교 (전학) → 정신여자고등학교 (졸업)
- 중앙대학교 공연영상창작학부 연극 전공 학사 (졸업)

## 생애
수영은 1990년 2월 10일 서울특별시 강남구 청담동에서 태어났다. 정신여자고등학교를 졸업하고 같은 해 중앙대학교 연극영화학부에 입학하여 2016년 2월 졸업. 수영은 SM 엔터테인먼트에 캐스팅되어 2002년 한국·일본 울트라 아이돌 듀오 오디션에 참가,
2002년에서 2003년에 걸쳐 일본 듀오 걸 그룹 Route O의 멤버로 타카하시 마리나 (高橋麻里菜)와 함께 일본에서 약 2년간 활동. 현재도 친구 사이이다.
2005년에서 2006년에 걸쳐 K-POP의 멤버 주민과 함께 Mnet 《Hello Chat》VJ로 활동.
6년 3개월의 연습 기간을 거쳐, 수영은 소녀시대 데뷔에 이르렀다. 소녀시대에 5번째로 합류했다.

### 나이 논란
수영은 1990년 2월 10일생으로 1989년생인 태연, 써니, 티파니, 효연, 유리와는 나이로는 한국나이로 한 살 차이가 나지만 방송에서 서로 동갑내기 친구처럼 반말을 하며 지내는 모습이 비춰진다. 이는 빠른 1990년생인 탓에 타 1989년생 멤버와 입학년도가 같았기 때문이다. 하지만 2002년 일본에서 Route O 활동으로 학교를 1년을 쉬었기 때문에 최종 졸업년도는 타 1989년생 멤버와 달리 2009년 2월 윤아와 같은 년도 같은 달에 정신여자고등학교를 졸업했다.

### 강풀과의 인연
수영과 웹툰 만화가 강풀은 이연희가 주연한 영화 《순정만화》에 출연하는데, 수영과 강풀의 인연이 강풀을 만화를 통해서 공개되기도 하였다. 수영은 무명이던 중학교 시절부터 강풀에게 수차례 팬레터를 보냈었고, 수영이 소녀시대 데뷔 이후에도 강풀에게 이메일을 함으로써 두 사람의 인연은 수영이 유명인이 된 이후에도 이어지게 되었다.

### 막말 논란
KBS 2TV 《상상플러스》 2009년 3월 10일 방송분 중 우리말 사투리를 맞추는 코너에서 "이영자 몸매가 두근두근거리냐"고 말했는데 코미디언 이영자에 대해 존칭을 사용하지 않은 데다  신체를 비하했다는 이유로 막말 논란이 불거지기도 했다.

## 음반 목록
- 2002년 : Route0 싱글〈START〉
- 2002년 : 《이누야샤 3기》 오프닝 곡 "I am" (원곡 : hitomi)
- 2007년 : 소녀시대 싱글 1집 〈다시 만난 세계〉
- 2007년 : 소녀시대 정규 1집 〈소녀시대〉
- 2007년 : SM Town 겨울앨범 〈2007 Winter SM Town〉
- 2008년 : SBS 《워킹맘》O.S.T 〈꼭〉(유리와 듀엣)
- 2008년 : 윤상 스페셜 앨범 《Song Book》의 수록곡 "랄랄라"
- 2009년 : 더 블루 "너만을 느끼며" (티파니와 함께 피처링)
- 2014년 : MBC TV 《내 생애 봄날》 OST 〈바람꽃〉
- 2018년 : 겨울숨 (Winter Breath)

## 작품 목록

### 영화
| 연도 | 제목               | 역할        | 비고     |
| ---- | ------------------ | ----------- | -------- |
| 2008 | 순정만화           | 정다정      |          |
| 2019 | 막다른 골목의 추억 | 유미        |          |
| 2019 | 걸캅스             | 양장미      |          |
| 2019 | 감쪽같은 그녀      | 성인 나공주 | 특별출연 |
| 2021 | 새해전야           | 오월        |          |
| 2024 | 데드맨             | 힙스터      | 특별출연 |
| 2025 | 발레리나           | 카틀라 박   |          |

### 드라마 & 시트콤
- KBS2 시트콤 《못말리는 결혼》 - 최수영 역
- MBC 국군의 날 특집 애니메이션 다큐멘터리 《청춘병법, 아미아미》 - 내레이션[7]
- SBS 월화드라마 《파라다이스 목장》 - 비서 역 (특별 출연)
- SBS 주말특별기획 《신사의 품격》 - 소녀시대 수영 역 (특별출연)
- tvN 수목드라마 《제3병원》 - 이의진 역[8]
- tvN 월화드라마 《연애조작단; 시라노》 - 공민영 역
- MBC 수목드라마 《내 생애 봄날》 - 이봄이 역
- KBS2 장애인의 날 특집 드라마 《퍼펙트 센스》 - 아연 역
- OCN 금토드라마 《38사기동대》 - 천성희 역
- JTBC 웹드라마 《알수도 있는 사람》 - 이안 역
- MBC 주말드라마 《밥상 차리는 남자》 - 이루리 역[9]
- OCN 토일드라마 《본 대로 말하라》 - 차수영 역
- JTBC 수목드라마 《런 온》 - 서단아 역
- 네이버TV 《그래서 나는 안티팬과 결혼했다》 - 이근영 역
- 넷플릭스 《무브 투 헤븐: 나는 유품정리사입니다》 - 손유림 역 (특별출연)
- TV조선 《엉클》 - 톱스타 역 (특별출연)
- KBS2 수목드라마 《당신이 소원을 말하면》 - 서연주 역
- MBC 금토드라마 《팬레터를 보내주세요》 - 한강희 역
- ENA 월화드라마 《남남》 - 김진희 역
- tvN 월화드라마 《금주를 부탁해》 - 한금주 역

### 방송
- M.net 《Hello Chat》 VJ(2005년)
- MBC 《환상의 짝꿍 시즌2》(2009년)[10]
- SBS 《한밤의 TV연예》 (2012년~2014년)
- SBS 《SBS 연예대상》 MC (2012년)
- KBS2 《1대 100》 (2014년)
- MBC 《MBC 연기대상》 MC (2014년)
- 《제8회 코리아 드라마 어워즈》 MC (2015년)
- 디즈니+ 《미키 마우스 클럽》 (2015년)
- JTBC 《김제동의 톡투유 - 걱정 말아요! 그대》 (2015년)
- MBC 《은밀하게 위대하게》 (2017년)
- tvN 《SNL 코리아 (시즌 9)》 (2017년)
- SBS 《런닝맨》 (2018년,2020년)
- JTBC 《아는형님》 (2020년)
- M.net 《스트릿 우먼 파이터》 (2021년)
- MBC 《MBC 연기대상》 MC (2022년)
- KBS2 《옥탑방의문제아들》 (2023년)

### 라디오 프로그램
- 멜론 DMB 방송 《성민, 수영의 천방지축 라디오》 DJ(2007년~2008년)
- KBS 쿨FM 《가요광장》 DJ(2020년 12월 18일)

## 광고 모델
- 2003년 : 일본 ‘CHUBBYGANG' 의류 브랜드
- 2003년 : 삼성전자 - Anycall "뮤직 배틀"편[11]
- 2004년 : 스쿨 룩스 교복
- 2013년 : 타미힐피거
- 2013년~2014년 : DoubleM(더블엠)
- 2012년~2015년 : KGC라이프앤진 LLang(랑)
- 2015년 : 쿠팡 프리미엄쇼룸
- 2015년 : coach(코치)
- 2022년 : 동국제약 센시아

## 수상 및 후보
| 연도 | 시상식                     | 부문                                 | 작품                | 결과 |
| ---- | -------------------------- | ------------------------------------ | ------------------- | ---- |
| 2013 | 제6회 코리아 드라마 어워즈 | 여자 신인연기상                      | 연애조작단; 시라노  | 후보 |
| 2013 | 제6회 스타일 아이콘 어워즈 | 베스트 K-스타일상                    | 빈칸                | 수상 |
| 2013 | SBS 연예대상               | MC부문 신인상                        | 한밤의 TV연예       | 수상 |
| 2014 | MBC 연기대상               | 미니시리즈부문 여자 우수연기상       | 내 생애 봄날        | 수상 |
| 2015 | 제8회 코리아 드라마 어워즈 | 여자 우수연기상                      | 내 생애 봄날        | 수상 |
| 2017 | MBC 연기대상               | 주말극부문 여자 최우수연기상         | 밥상 차리는 남자    | 후보 |
| 2019 | 제15회 제천국제음악영화제  | 올해의 발견상                        | 막다른 골목의 추억  | 수상 |
| 2019 | 제40회 청룡영화상          | 신인여우상                           | 걸캅스              | 후보 |
| 2022 | MBC 연기대상               | 일일&단막드라마 부문 여자 우수연기상 | 팬레터를 보내주세요 | 수상 |